# 下马圈乡
下马圈乡，是中华人民共和国河北省张家口尚义县下辖的一个乡镇级行政单位。

## 行政区划
下马圈乡下辖以下地区：
下马圈村、南槽碾村、庄科村、正果村、阳高窑村、旧庙村和上白窑村。